# ワコール麹町ビル
ワコール麹町ビル（ワコールこうじまちビル）は、東京都千代田区麹町一丁目に所在するオフィスビルである。衣料品メーカーのワコールが東京事務所を置く。

## 建築
黒川紀章が設計を担当。建物は東西に細長く、空調設備などを収めた半円形のドーム状の屋根が特徴的である。ワコールは女性向けのファッションメーカーであり、丸みを多用して「やさしさ」「楽しさ」「親しみやすさ」を表現した。皇居に面する壁面の大小2つのシリンダー状の丸窓はミシンのハンドルをイメージしたとも『遠西観象図説』の解説図による太陽と地球と時間の関係を表したともされている。9階の丸窓の内側は「若手の学者や社員が未来のワコールを語り合える場に」としてロイヤルルームが設けられ、会議やパーティーに使われる。新宿通り沿いの1階にはショーウインドーがあり、足元には竹矢来をイメージした金属製ルーバーが設けられている。玄関にはUFOをモチーフにした円形の庇が設けられた。近未来的なイメージと伝統的な和風アイテムとの組み合わせを、黒川は「歴史と未来との共生」と表現した。